# Que el cielo me explique
Que el cielo me explique, es una telenovela venezolana producida por RCTV Producciones y transmitida por Televen en el año 2011, escrita por Cristina Policastro.
Protagonizada por Marianela González y Carlos Felipe Álvarez, y con las participaciones antagónicas de Roxana Diaz y Juan Camilo Donado. Cuenta además con las actuaciones estelares de Juan Carlos Alarcón, Caridad Canelón y Rebeca Gonzalez, y con las participaciones especiales de Mónica Spear y Claudia Moreno.

## Sinopsis
Tania es una joven urbana, desconfiada y un tanto individualista, quien al igual que la mayoría de los habitantes de las ciudades violentas vive con la neurosis y el miedo de convertirse en una víctima más del hampa, hasta que vive una experiencia que cambia su percepción del mundo: le asignan una importante misión de redención y amor, salvar a Santiago.
Santiago, un policía dedicado y responsable, vive un hecho trágico que lo separa violentamente de su novia Violeta. De ser un hombre romántico, bondadoso, alegre y soñador, Santiago pasa a tener un único e imperativo designio: vengarse. Pone su solidaridad y su ética del lado del rencor, en lugar de ponerlos del lado de la ley. Ahora quiere acabar con todos los que él sospecha culpables de su desgracia. Se llena de furia y jura cometer una fría, calculada y descomunal venganza.
Tania y Santiago, dos polos opuestos con realidades encontradas, darán pie a una lucha que no es otra que el reflejo de una sociedad carente de valores. Él, marcado por el odio y la venganza. Ella, luego de una fuerte experiencia, transformada en una mujer con un mensaje de paz, buscará a toda costa limpiar aquellos sentimientos negativos y oscuros presentes en la vida de Santiago.

## Elenco
| Reparto               | Personaje                 |
| --------------------- | ------------------------- |
| Marianela González    | Tania Sánchez             |
| Carlos Felipe Álvarez | Santiago Robles           |
| Roxana Díaz           | Glenda Núñez              |
| Juan Camilo Donado    | Eduardo Manrique          |
| Mónica Spear          | Violeta de Robles         |
| Caridad Canelón       | Raiza Morales             |
| Rebeca González       | Rosa Roncayolo            |
| Aroldo Betancourt     | Rubén Llano               |
| Estefanía López       | Yuni Gómez                |
| Nany Tovar            | Beatriz                   |
| Juan Carlos Alarcón   | Carlos Patiño             |
| Wanda D'Isidoro       | Elena Flores              |
| Yoletti Cabrera       | Marilú Roncayolo          |
| Ricardo Bianchi       | Tomás Sanabria "Tomy"     |
| Héctor Peña           | Gaetano Morales "El Tano" |
| Sandra Díaz           | Mayte Sanabria            |
| Kimberly Dos Ramos    | Karen Montero             |
| Juan Pablo Yépez      | Ernesto Valdés            |
| Christian Barbeitos   | Gerardo Ruíz              |
| Francisco Medina      | Francisco                 |
| Eben Renán            | Douglas "El Dogo"         |
| José Medina           | El Cacri                  |
| Alessandra Guilarte   | Delvalle Sosa             |
| Andreína Caro         | Ana Guanipa               |
| Enrique Izquierdo     | Trosky                    |
| José Mantilla         | Comisario Aguirre         |
| Frank Guzmán          | Miky Balboa               |
| Eughlymar Sierra      | Adelita                   |
| Claudia Moreno        | Daniela                   |
| Amanda Gutiérrez      | La Jefa de Terapia        |
| Nacarid Escalona      | La Farmacéutica           |
| Patricia Fuenmayor    | La Gerente del Banco      |
| Estefanía Leiva       | Berenice                  |
| Antonio Rojas         | Él mismo                  |
| Cynthia Lander        | Ella misma                |
| Esperanza Magaz       | Sara María                |
| Luis Olavarrieta      | El Doctor                 |
| Gonzalo Velutini      | El Padre de Tania         |

## Premios y nominaciones
| Año  | Premiación                              | Categoría                                     | Nominado                            | Resultado |
| ---- | --------------------------------------- | --------------------------------------------- | ----------------------------------- | --------- |
| 2012 | Los Premios el Universo del Espectáculo | TV - Mejor Actuación Juvenil                  | Kimberly Dos Ramos                  | Ganadora  |
| 2012 | Los Premios el Universo del Espectáculo | TV - Mejor Actuación Juvenil                  | Sandra Díaz                         | Nominada  |
| 2012 | Los Premios el Universo del Espectáculo | TV - Protagonista de TV Dama Joven            | Marianela González                  | Nominada  |
| 2012 | Los Premios el Universo del Espectáculo | TV - Productor(a) ejecutivo(a) de Telenovelas | Leonor Sardi                        | Nominado  |
| 2012 | Los Premios el Universo del Espectáculo | TV - Protagonista de TV Actor Joven           | Carlos Felipe Álvarez               | Nominado  |
| 2012 | Los Premios el Universo del Espectáculo | TV - Mejor Actuación Infantil Niño            | Frank Guzmán                        | Nominado  |
| 2012 | Los Premios el Universo del Espectáculo | TV - Mejor Actuación Destacada Femenina       | Rebeca González como Rosa Roncayolo | Nominada  |
| 2012 | Los Premios el Universo del Espectáculo | TV - Mejor Actuación Característica Femenina  | Yoletti Cabrera                     | Nominada  |
| 2012 | Los Premios el Universo del Espectáculo | TV - Mejor Actriz de Reparto                  | Wanda D'Isidoro                     | Nominada  |
| 2012 | Los Premios el Universo del Espectáculo | TV - Mejor Actriz de Reparto                  | Andreína Caro                       | Nominada  |
| 2012 | Los Premios el Universo del Espectáculo | TV - Mejor Actriz de Reparto                  | Alessandra Guillarte                | Nominada  |
| 2012 | Los Premios el Universo del Espectáculo | TV - Mejor Actriz de Reparto                  | Yoletti Cabrera                     |           |
| 2012 | Los Premios el Universo del Espectáculo | TV - Mejor Actor de Reparto                   | José Medina                         | Nominado  |
| 2012 | Los Premios el Universo del Espectáculo | TV - Director de Telenovelas del Año          | José Alcalde                        | Nominado  |
| 2012 | Los Premios el Universo del Espectáculo | TV - Contrafigura Masculina del Año           | Juan Camilo Donado                  | Nominado  |
| 2012 | Los Premios el Universo del Espectáculo | TV - Contrafigura Femenina del Año            | Roxana Díaz                         | Nominada  |
| 2012 | Los Premios el Universo del Espectáculo | TV - Actuaciones Protagónicas Masculinas      | Aroldo Betancourt                   | Nominado  |
| 2012 | Los Premios el Universo del Espectáculo | TV - Actuaciones Protagónicas Masculinas      | Juan Carlos Alarcón                 | Nominado  |
| 2012 | Los Premios el Universo del Espectáculo | TV - Actuaciones Protagónicas Masculinas      | Ricardo Bianchi                     | Nominado  |
| 2012 | Los Premios el Universo del Espectáculo | TV - Actuaciones Protagónicas Femeninas       | Estefanía López                     | Nominada  |
| 2012 | Los Premios el Universo del Espectáculo | TV - Actuaciones Protagónicas Femeninas       | Wanda D' Isidoro                    | Nominada  |
| 2012 | Los Premios el Universo del Espectáculo | TV - Actriz Revelación                        | Sandra Díaz                         | Nominada  |
| 2012 | Los Premios el Universo del Espectáculo | TV - Actor Joven Revelación                   | Héctor Peña                         | Nominado  |
| 2012 | Los Premios el Universo del Espectáculo | TV - Actor Joven Revelación                   | Juan Pablo Yépez                    | Nominado  |
| 2012 | Los Premios el Universo del Espectáculo | TV - Actor Joven Revelación                   | Eben Renán                          | Nominado  |
| 2012 | Los Premios el Universo del Espectáculo | TV - Actor Joven Revelación                   | Christian Barbeitos                 | Nominado  |
| 2012 | Los Premios el Universo del Espectáculo | TV - Mejor Telenovela del Año                 | Que el Cielo Me Explique            | Nominados |